# موسى جوارا
موسى جوارا (بالإنجليزية: Musa Juwara)‏ (مواليد 26 ديسمبر 2001) هو لاعب كرة غامبي يلعب كمهاجم في نادي بولونيا.

## روابط خارجية
- موسى جوارا على موقع إي إس بي إن إف سي (الإنجليزية)
- موسى جوارا على موقع قاعدة بيانات كرة القدم.إي يو (الإنجليزية)
- موسى جوارا على موقع ناشيونال فوتبول تيمز (الإنجليزية)
- موسى جوارا على موقع Soccerbase.com (لاعب) (الإنجليزية)
- موسى جوارا على موقع Soccerway.com (الإنجليزية)
- موسى جوارا على موقع عالم كرة القدم.نت (الإنجليزية)
- موسى جوارا على موقع AS.com (الإسبانية)